# Gershon Baskin
Gershon Baskin (en hebreo: גרשון בסקין‎; Nueva York, 2 de mayo de 1956) es un activista e inversor israelí-estadounidense. Desde agosto de 2021 ocupa el puesto de director de la Holy Land Bond, un nuevo fondo de inversión británico destinado a invertir en proyectos de vivienda para palestinos en Jerusalén Este, proyectos de vivienda integrados para ciudadanos judíos y árabes de Israel y zonas de empleo e industriales transfronterizas (entre Israel y Palestina). Baskin también es el director de la recién formada Organización Internacional de Comunidades - Rama Oriente Medio, que está vinculada a la Organización Internacional de Comunidades (ICO) con sede en el Reino Unido.
Baskin fue el fundador y excopresidente del Centro de Investigación e Información Israel/Palestina (IPCRI) (más tarde rebautizado como Iniciativas Regionales Creativas Israel/Palestina), dedicado a la resolución del conflicto israelí-palestino sobre la base de una solución de "dos estados para dos pueblos". Es un activista social y político e investigador del conflicto israelí-palestino y el proceso de paz israelí-palestino. Baskin fundó IPCRI en marzo de 1988 y fue su copresidente hasta enero de 2012. Baskin es columnista de The Jerusalem Post. Su columna semanal también se publica en árabe en el periódico diario Jerusalem Al Quds. Se describe a sí mismo como un emprendedor social y político. Los escritos y grabaciones de video de Baskin se archivan en su sitio web.

## Biografía
En su juventud, Baskin se involucró en el movimiento de derechos civiles y el movimiento contra la guerra de Vietnam. En 1978, Baskin obtuvo su licenciatura en política e historia del Medio Oriente en la New York University. Obtuvo su maestría (1992) y su doctorado (1994) en la Universidad de Greenwich. Su tesis de doctorado trataba sobre "Soberanía y territorio en el futuro de Jerusalén". En septiembre de 1978, hizo aliá (inmigró a Israel) bajo los auspicios del programa Interns for Peace. De 1979 a 1981, fue trabajador comunitario en Kafr Qara, una aldea palestina árabe en Israel. En 1982, Baskin trabajó en el Ministerio de Educación de Israel como coordinador de educación para la convivencia entre los sistemas escolares judíos y árabes. En 1983, bajo los auspicios de la Oficina del Primer Ministro y el Ministerio de Educación, Baskin fundó y dirigió el Institute for Education for Jewish Arab Coexistence, que fue financiado por la Hanns Seidel Foundation. En marzo de 1988, Baskin fundó el IPCRI - Israel/Palestine Center for Research and Information y se desempeñó como su co-director hasta enero de 2012. A mediados de 1989, Baskin lanzó tres grupos de trabajo israelíes-palestinos: Economía y Negocios, el Futuro de Jerusalén y el grupo de trabajo de expertos en agua. En octubre de 1992, Baskin inició una serie de reuniones secretas en Londres con antiguos oficiales de seguridad israelíes y funcionarios palestinos de la OLP. Estas conversaciones sentaron las bases para los posteriores compromisos de seguridad en los Acuerdos de Oslo de septiembre de 1993. En 1994, Baskin se convirtió en asesor externo del proceso de paz en un equipo secreto de oficiales de inteligencia establecido por el primer ministro Yitzhak Rabin. Durante 24 años como co-director del IPCRI, junto con Zakaria al Qaq (durante 14 años) y el Sr. Hanna Siniora (durante 10 años), Baskin organizó, dirigió, facilitó, negoció y medió más de 2000 reuniones de grupos de trabajo de profesionales israelíes y palestinos que abarcaron todos los temas imaginables que conectan a las sociedades israelí y palestina. Los temas incluyeron seguridad, gestión de fronteras, economía y negocios, agricultura, turismo regional, agua, medio ambiente, educación para la paz y más. Baskin, junto con otros israelíes y árabes, ha trabajado durante años para asegurar la paz entre israelíes y árabes y tiene muchos contactos árabes.
Baskin es un mediador certificado (Gishur Israel) y también está certificado por el profesor Lawrence Susskind, Director del Programa de Disputas Públicas de la Facultad de Derecho de Harvard, en la Teoría y Práctica de la Intervención de Terceros en Conflictos Internacionales Intratables. Baskin también completó un curso de 200 horas a través del Consensus Building Institute (Cambridge, MA) sobre Negociación y Mediación para Profesionales del Medio Ambiente.

## Baskin y Gilad Shalit
En julio de 2006, seis días después de que Gilad Shalit fuera secuestrado en Gaza, Baskin abrió de manera no oficial un canal de comunicación con Hamas. Tres meses después, Baskin logró que Hamas entregara una carta escrita a mano de Shalit a sus padres, la cual fue llevada a la Oficina del Gobierno Egipcio en Gaza. Continuó sus esfuerzos detrás de escena para negociar un acuerdo entre Israel y Hamas durante los cinco años y cuatro meses que Shalit estuvo en cautiverio. En abril de 2011, se convirtió en el intermediario oficial entre altos funcionarios de Hamas y el enviado israelí David Meidan. El principal interlocutor de Baskin en Hamas fue el Viceministro de Relaciones Exteriores Ghazi Hamad. Baskin estuvo involucrado en los esfuerzos para asegurar la liberación de Shalit durante más de cinco años. Sus esfuerzos se detallan en su libro "The Negotiator: Freeing Gilad Schalit from Hamas".

## Conversaciones continuas con Hamas
Inmediatamente después del regreso de Shalit, Baskin y Hamad comenzaron a discutir la posibilidad de negociar un acuerdo de alto el fuego a largo plazo entre Israel y Hamas. El 1 de mayo de 2012, Baskin presentó el cuarto borrador del acuerdo propuesto al Ministro de Defensa israelí, Ehud Barak. Barak formó un comité de alto nivel, compuesto por funcionarios del aparato de seguridad, para discutir la propuesta. Después de dos meses, el comité decidió no firmar un acuerdo formal con Hamas, incluso si se negociaba y formalizaba a través de la Dirección General de Inteligencia de Egipto. En octubre de 2012, Baskin inició otra ronda de conversaciones para alcanzar un alto el fuego, esta vez con Ahmed Jabari, jefe de las Brigadas Izz ad-Din al-Qassam, a través de Hamad. En noviembre de 2012, Baskin y Hamad se reunieron en El Cairo, donde hablaron con oficiales de inteligencia egipcios y discutieron posibles acuerdos de alto el fuego a largo plazo. El 14 de noviembre de 2012, Hamad se reunió con Jabari y planeaba enviar una copia del acuerdo propuesto de alto el fuego a Baskin, pero ese mismo día Israel mató a Jabari en un ataque aéreo e inició la Operación Pilar de Defensa. Baskin y Hamad siguen en contacto.

## Baskin después de IPCRI
Desde que dejó el cargo de codirector de IPCRI el 31 de diciembre de 2011, Baskin se convirtió en copresidente de la Junta de IPCRI hasta abril de 2018. Permanece como miembro de la Junta de IPCRI. Fue miembro del comité directivo del Foro de ONG para la Paz israelí-palestina hasta 2016, miembro de la Junta Directiva de ALLMEP - la Alianza para la Paz en Medio Oriente, también hasta 2016, y fue miembro de la Junta de One Voice Movement. Sigue siendo miembro del comité editorial de la Revista Palestina-Israel. En 2012, Baskin fue becario de la biblioteca del Instituto Van Leer de Jerusalén. En 2013, Baskin comenzó a trabajar como consultor en un proyecto de USAID a través de Deloitte Emerging Markets, el Proyecto de Comercio, con el objetivo de desarrollar el sector privado palestino, aumentar el comercio y reducir el costo del comercio hasta 2015. Actualmente, Baskin trabaja en proyectos de energía renovable en Palestina y Egipto como gerente de país de Palestina y Egipto en Gigawatt Global, una empresa de energía renovable estadounidense-holandesa que desarrolla principalmente energía solar en África. Baskin también escribe una columna política semanal en el Jerusalem Post bajo el título "Encountering Peace", que también se publica en árabe en el periódico diario Al Quds y en hebreo en el sitio web.
En 2019, Baskin, junto con un colega palestino, abrió una empresa registrada en Israel llamada United GH Ltd., que trabaja en el campo de las innovaciones y dispositivos médicos y enfoca su negocio en el mundo árabe.
En julio de 2016, Baskin comenzó a impartir un curso de verano para estudiantes internacionales y diplomáticos sobre la coexistencia en Medio Oriente en la Escuela Internacional Rothberg de la Universidad Hebrea de Jerusalén. En el verano de 2020, el curso fue cancelado debido a la pandemia de la COVID-19. El curso se reanudará en el verano de 2021.

## Premios
Baskin ha recibido los siguientes premios:
- Premio Histadrut por la Paz en 1996.
- Premio de Paz del Instituto de Política Exterior de Turquía en 2004.
- Homenaje de Honor y Valentía del Movimiento Mundial por la Democracia en 2004.
- Premio del Periodista de Búsqueda de un Terreno Común para el Periodismo del Medio Oriente, en honor a Lova Eliav e Issam Sartawi, en 2005 y 2007.
- Orden de la Estrella de la Solidaridad Italiana otorgada por el Presidente de Italia en 2007.

## Publicaciones (libros)
Baskin ha publicado miles de artículos de opinión en numerosas publicaciones. Entre sus libros se encuentran:
- Baskin, G. "En busca de la paz en Israel y Palestina", Vanderbilt University Press, 2017 ISBN 978-0-8265-2181-1
- Baskin G., Geva O. y Praver L. "En la encrucijada", The Institute for Education for Jewish-Arab Coexistence y Van Leer Institute, mayo de 1985.
- Baskin G., Abu Namir M. y Nasser I, "Mi responsabilidad: hacia mí mismo y mi comunidad", The Institute for Education for Jewish Arab Coexistence, otoño de 1987 (en árabe).
- Baskin G. "Agua: ¿conflicto o cooperación?", (Ed.) "Israel/Palestina Issue Of Conflict, Issues For Cooperation", Volumen 1, Número 2, mayo de 1992, IPCRI.
- Baskin G. "Un acuerdo modelo para el período interino: autogobierno palestino", Edición revisada, "Israel/Palestina Issues in Conflict, Issues for Cooperation", Volumen 1, Número 3, junio de 1992, IPCRI.
- Baskin G. y Twite R. (eds.) "El futuro de Jerusalén: Actas del Primer Seminario Israelí-Palestino sobre el Futuro de Jerusalén", IPCRI, marzo de 1993.
- Baskin G. y Twite R. (eds.) "La conversión de los sueños: El desarrollo del turismo en Oriente Medio", IPCRI, noviembre de 1994.
- Baskin G. y Smith T. (eds.) "Manual para Empresas Palestinas: Cómo hacer negocios en los Territorios Palestinos", enero de 1996, Proyecto de Apoyo a Pequeñas Empresas, DAI, USAID.
- Huleileh S., Feiler G., Baskin G. y al Qaq Z. (eds.) "Directrices para las negociaciones económicas del estatus final entre Israel y Palestina", Serie de Informes Comerciales de IPCRI, noviembre de 1998.
- Baskin G. y al Qaq Z. (eds.) "Comercio israelí-palestino-jordano: Problemas actuales, posibilidades futuras", IPCRI, abril de 1998.
- Baskin G. y al Qaq Z. "Reevaluación del concepto de polígonos industriales fronterizos", Serie de Informes Comerciales de IPCRI, diciembre de 1998.
- Baskin G. y al Qaq Z. (eds.) "Creando una cultura de paz", IPCRI, enero de 1999.
- Baskin G., "Jerusalén de paz: Soberanía y territorio en el futuro de Jerusalén", IPCRI, 1994.
- Baskin G., "Nuevas ideas sobre el futuro de Jerusalén: un modelo para el futuro de Jerusalén: soberanía dispersa: el plan de IPCRI", 1994.
- Baskin G. "El futuro de los asentamientos israelíes en las negociaciones del estatus final: Un documento de política con recomendaciones para las negociaciones en las conversaciones de estatus final entre Israel y los palestinos", IPCRI, 1997.
- Baskin G., "Sí, Primer Ministro - Años de Experiencia en Estrategias para la Paz", IPCRI, 2002.
- Baskin G., "The Negotiator: Freeing Gilad Schalit from Hamas", Toby Press, Jerusalén, 2013, ISBN 978-1592643493.